# کهیر کولینرژیک
کهیر کولینرژیک (CU) نوعی از کهیر است که به دلیل افزایش دمای بدن، عرق یا قرار گرفتن در معرض گرما ایجاد می‌شود. گاهی آن را کهیر ناشی از ورزش یا کهیر گرمایی نیز می‌نامند. این وضعیت به دلیل واکنش بیش از حد سیستم ایمنی بدن به آزاد شدن هیستامین و سایر مواد شیمیایی در پاسخ به افزایش دمای بدن ایجاد می‌شود. این امر منجر به ایجاد پاپول‌های قرمز، خارش دار و گاهی برجستگی یا جوش روی پوست می‌شود که با کهیر همراه است.